# Finnskräppa
Finnskräppa (Rumex pseudonatronatus) är en slideväxtart som först beskrevs av Borb., och fick sitt nu gällande namn av Borb. och Svante Samuel Murbeck. Finnskräppa ingår i släktet skräppor, och familjen slideväxter. Arten är reproducerande i Sverige. Inga underarter finns listade i Catalogue of Life.